# Ballston Spa
Ballston Spa é uma vila localizada no estado americano de Nova Iorque, no condado de Saratoga. A sua área é de 4,2 km², sua população era de 5 556 habitantes, e sua densidade populacional de 1337,8 hab/km² (segundo o censo americano de 2000). A vila foi fundada em 1771. É a sede de condado de Saratoga. A vila recebeu este nome em homenagem ao reverendo Eliphalet Ball, um colono e clérigo congregacionalista. A vila situa-se na fronteira de duas cidades, sendo parte dela pertencente a Ballston e, outra parte, a Milton. A vila fica a sudoeste de Saratoga Springs.

## História
Ballston Spa foi fundada em 1771 e transformada em vila em 1807. Foi famosa por suas fontes de água mineral empregadas no tratamento de doenças, especialmente as fontes Hawthorne e Lithia. Foi também conhecida pelo Hotel San Souci, que no início do século XIX era o maior dos Estados Unidos e um dos maiores do mundo.
A água efervescente, tônica e catártica desta cidade também é conhecida como Ballston Spa. O líquido contém sal e carbonatos de magnésio e cálcio. Foi a décima primeira região mais populosa do futuro Estados Unidos. Em Ballston Spa localiza-se o National Bottle Museum fundado em 1978, tem uma coleção de cerca de 2.000 garrafas antigas, a maioria delas feita antes do processo de industrialização em 1903. O museu exibe também as primeiras ferramentas utilizadas na produção de garrafas, e demonstrações da técnica.
É o local de nascimento de Abner Doubleday, considerado por alguns como o criador do beisebol. Trechos do romance O Último dos Moicanos foram escritos por James Fenimore Cooper onde é hoje o Brookside Museum e inspirados pela paisagem local.

## Geografia
Ballston Spa está localizada nas coordenadas 43° 00′ 26″ N, 73° 51′ 04″ O (43.007185, -73.851168).
De acordo com o United States Census Bureau, a vila tem uma área total de 4,1 km², dos quais 4,1 km² é constituído de terra e 0,62% de água.
A New York State Route 50 (Avenida Milton), uma autoestrada norte-sul, passa pela vila e intercepta a New York State Route 67 (West High Street). A County Road 63 (Avenida Malta) deixa a aldeia, a leste, ligando-a a US Route 9 e a Interstate 87 (O Northway).

## Demografia
A partir do censo de 2000, havia 5.556 habitantes, 2.267 domicílios e 1.385 famílias residentes na vila. A densidade populacional era de 1.340,7 habitantes por km². Havia 2.398 unidades habitacionais em uma densidade média de 578,7 por km². A composição racial da cidade era formada de 96,33% de brancos, 78,17% de afro-americanos, 0,16% nativos americanos, 0,52% de asiáticos, 0,61% de outras raças, e 1,21% de duas ou mais raças. Hispânicos ou latinos de qualquer raça eram 1,94% da população.
Havia 2.267 domicílios, dos quais 32,4% tinham crianças com menos de 18 anos que vivendo nelas, 45,9% eram casais vivendo juntos, 10,8% tinham uma pessoa do sexo feminino sem marido, e 38,9% eram não famílias. 32,1% de todas as residências eram compostas de pessoas solteiras e 11,6% tinham alguém vivendo sozinho, que tinham 65 anos de idade ou mais.

## Escolas
- Milton Terrace South Elementary School
- Milton Terrace North Elementary School
- Wood Road Elementary School
- Malta Avenue Elementary School
- Ballston Spa Middle School
- Ballston Spa High School
- St. Mary's Ballston Spa
- Spa Christian School

- Chisholm, Hugh, ed. (1911). «Ballston Spa». Encyclopædia Britannica (em inglês) 11.ª ed. Encyclopædia Britannica, Inc. (atualmente em domínio público)
- Este artigo incorpora texto em domínio público da edição de 1911 da The Grocer's Encyclopedia.
- Edward F. Grose (1907). Centennial History of Ballston Spa 1763-1907. Troy, NY: E. H. Lisk. Consultado em 25 de maio de 2011. A Souvenir of the Centennial Celebration Held June 22–25, 1907